# Madeleine Jakits
Madeleine Jakits (* 1. Januar 1955 in Zürich) ist eine österreichische Lifestyle-Journalistin. Sie ist Herausgeberin der im Jahreszeiten Verlag in Hamburg  erscheinenden Special-Interest-Zeitschrift Der Feinschmecker.

## Werdegang
Jakits wurde als Tochter des 1946 aus Ungarn geflohenen Physikers Otto Jakits geboren. Sie besuchte Schulen in Neuchâtel, London und zuletzt Hamburg, wo sie am Gymnasium Oberalster ihr Abitur ablegte. Anschließend absolvierte sie ein Lehramtsstudium mit den Fächern Anglistik, Germanistik und Pädagogik, das sie nach dem ersten Staatsexamen nicht fortführte.
1981 wurde sie Redakteurin bei Time-Life-Bücher in Hamburg. 1983 wechselte sie als  Redakteurin zu der bei  Gruner + Jahr erscheinenden Frauenzeitschrift Brigitte.
1988 trat sie in die Feinschmecker-Redaktion ein, 1994 wurde sie dort Textchefin und stellvertretende Chefredakteurin, im Mai 1997 stieg sie zur Chefredakteurin auf. Dieses Amt bekleidete sie über 22 Jahre bis Anfang 2020. Seither fungiert sie als Herausgeberin.
Jakits lebt in Hamburg-Harvestehude.

## Auszeichnungen
- Für ihr Lebenswerk. eat! berlin 2023[3]